# Alexandre Puechmaille
Alexandre Puechmaille, né le 2 mai 1874 à Golinhac (Aveyron) et mort le 18 octobre 1925 à Moulins (Allier), où il est enterré, est un homme politique français.

## Biographie
Instituteur de 1894 à 1899, il entre ensuite à l'école normale supérieure de Saint-Cloud. Professeur de Lettres à Grenoble, puis à Rodez, il devient inspecteur en 1903, en poste dans l'Allier. Président de la section de la ligue des droits de l'homme de Moulins, il est très actif dans les sociétés de secours mutuels. En 1919, il est chargé de reconstituer les services d'enseignement en Alsace-Moselle. Il est député de l'Allier de 1924 à 1925, siégeant comme socialiste indépendant.

## Sources
- « Alexandre Puechmaille », dans le Dictionnaire des parlementaires français (1889-1940), sous la direction de Jean Jolly, PUF, 1960 [détail de l’édition]